# Curator aquarum
Nell'antica Roma, il curator aquarum era una delle più alte cariche dello Stato, affidata a senatori di rango consolare, e conferiva al detentore il controllo assoluto sull'approvvigionamento idrico della città e sulla gestione degli acquedotti.
Fino all'epoca imperiale, competente per la cura aquarum era il censore, cioè il magistrato responsabile delle opere pubbliche, affiancato normalmente da un edile curule che era invece responsabile, più genericamente, del demanio, e dai questori, che curavano l'aspetto economico, dal finanziamento per la realizzazione dell'opera alle spese di manutenzione e di retribuzione delle maestranze, nonché alla riscossione degli eventuali canoni di utilizzazione. Il censore affidava di solito la realizzazione di un acquedotto tramite la concessione in appalto, e ne curava poi il collaudo finale, mentre l'edile si occupava piuttosto della distribuzione delle acque e dell'erogazione.
Dopo un periodo, dal 33 al 12 a.C., in cui Agrippa, con il consenso di Augusto, monopolizzò nelle sue mani il controllo di tutto l'apparato idrico della città, alla sua morte la gestione passò direttamente all'imperatore, che la affidò ad un'équipe di tre senatori che poi trasformò in un vero e proprio Ufficio, in cui uno dei tre, di livello consolare, assumeva la carica di curator aquarum.
Il rango di questo funzionario era tale da consentirgli il controllo assoluto della gestione delle risorse idriche cittadine: manutenzione degli impianti, interventi, regolarità e distribuzione del flusso.
In quanto alto magistrato aveva diritto alla toga praetexta, alla sella curulis e godeva dell'immunità. Alle sue dipendenze aveva un organico molto ampio, composto da tecnici, architetti e ingegneri, da amministrativi e dai 240 schiavi di Agrippa, che Augusto trasformò in “schiavi pubblici”, mantenuti dallo Stato, con mansioni varie, a cui se ne aggiunsero, all'epoca di Claudio, altri 460 mantenuti direttamente dalle finanze imperiali.
Data l'importanza l'Ufficio doveva avere una sua sede, di cui però non si hanno notizie. Verso la fine del II secolo è probabilmente da collocare nell'area di Roma tra gli attuali Largo di Torre Argentina e Piazza del Gesù, e in epoca costantiniana venne verosimilmente trasferita nel Foro Romano.
La magistratura rimase in vigore per oltre tre secoli, ma con Diocleziano cominciò a perdere d'importanza, e la responsabilità dell'approvvigionamento idrico passò ad un nuovo tipo di magistrato, il consularis aquarum. Dopo il 330 il controllo degli acquedotti venne definitivamente affidato al praefectus urbi.